# Beautiful (film)
 For alternative betydninger, se Beautiful. (Se også artikler, som begynder med Beautiful)
Beautiful er en amerikansk film, instrueret af Sally Field med Minnie Driver som hovedrollen og Joey Lauren Adams, Hallie Kate Eisenberg og Kathleen Turner som større biroller.

## Handling
Mona Hibbard er en selvoptaget og stædig pige, hvis eneste formål med livet er at vinde titlen som Miss American Miss. Hun kommer fra et ustabilt hjem med en mor, som ikke støtter op om hende og en stedfar, der kun kan nedgøre hende. I skolen forsøger hun at gå sammen med de populære piger, uden yderligere held og en dag møder hun den generte og spinkle pige, Ruby Stilwell, som ved rent tilfælde er meget dygtig til at sy. De to hænger fra nu af sammen, Ruby designer og syr Monas kjoler og Mona bærer dem ved at alle hendes deltagelser i forskellige skønhedskonkurrencer. 
En del år senere er Mona og Ruby stadig bedste venner, og mens Mona er ude med sine mange kærester, så er Ruby derhjemme og syr og hjælper hende med at holde styr på liv. Monas drøm om at blive Miss American Miss er kommet tættere på og intet skal stå i hendes vej for at nå det. Bare lige den lille ulempe at deltagere ved denne konkurrence ikke må være mødre og da det går op for Mona at hun er gravid, er hun lige ved at opgive alt. Straks træder Ruby til og 8 år senere til finalen ved Miss Illinois, har hun taget den lille pige Vanessa til sig som sin egen, så Mona kan fortsætte jagten på Miss American Miss. Mona vinder overraskende (!) titlen som Miss Illinois og skal dermed repræsenterer staten ved Miss American Miss. Nu går tiden med at øve og øve, men endnu en gang går det galt.
 
Ruby arbejder som plejere på et plejehjem og da der en dag dør en ældre dame under en hendes ansvar, bliver hun anholdt og Mona og Vanessa er nu ladt til sig selv. Mona og Vanessa, der i forvejen ikke bryder sig mere om hinanden end søskende, må nu selv klare ærterne, så Mona beslutter at tage Vanessa med til konkurrencen. 

Her hjælper Vanessa Mona med småting, men da en noget nysgerrig reporter, som har en fortid sammen med Mona, opdager nu den slående lighed mellem de to og begynder at snuse omkring. Da det går op for Mona at folk er begyndt at lægge for meget mærke til Vanessas og hendes lighed beordrer hun Vanessa til at blive på værelset på finaleaftenen.
 
Da Mona finder ud af at hendes egen mor ikke kan komme og sidde i "familie-boksen", imens hun optræder, bliver hun nødt til at hente Vanessa og få hende til at sidde der i stedet. Vanessa, som ikke har kunnet undgå at høre om hende og Monsa lighed, stiller spørgsmål omkring hvem hendes rigtige mor, selvom at hun nok inderst inde kender sandheden. Mona undlader at forklare noget og skynder sig over til showet, som er begyndt.
Vanessa kommer og støtter Mona igennem alle hendes optrædener. Som showet fortsætter falder flere og flere fra og snart er der kun Mona, Miss Texas aka Lorna Larkin og Miss Tennessee aka Wanda Love tilbage. Tiden kommer nu for at pigerne skal svare på et sidste spørgsmål og i det Mona står som den sidste i rækken oppe på scenen, afslører hun at Vanessa er hendes datter. Nu kommer det store spørgsmål om seerne vil stemme på hende pga. hendes ærlighed eller ikke stemme på hende, fordi det er imod reglerne. Endelig kommer svaret og da Mona vinder Miss American Miss er hendes lykke gjort. 
Ruby kommer snart ud af fængslet og Mona og Vanessa lever nu som mor og datter bør gøre.

## Skuespillere
- Minnie Driver som Mona Hibbard aka Miss Illinois
- Joey Lauren Adams som Ruby Stilwell
- Hallie Kate Eisenberg som Vanessa
- Kathleen Turner som Verna Chickle
- Leslie Stefanson som Joyce Parkins
- Bridgette Wilson som Miss Texas aka Lorna Larkin (tidligere Miss Teen USA i 1990)
- Kathleen Robertson som Miss Tennessee aka Wanda Love
- Michael McKean som Lance DeSalvo
- Gary Collins som Miss America-vært
- Linda Hart som Nebra Hibbard
- Chuti Tiu som Miss Hawaii (tidligere Miss Illinois i 1994)
- Ali Landry er den udgået titelvinder Belindy Lindbrook (tidligere Miss USA i 1996)
- Jessica Collins som Miss Lawrenceville, 2. pladsen ved Miss Illinois (tidligere Miss New York Teen USA i 1988)